# Torben Neumann
Torben Neumann (11 de julio de 1991) es un deportista alemán que compitió en remo. Ganó dos medallas de oro en el Campeonato Mundial de Remo, en los años 2014 y 2015, ambas en la prueba de ocho con timonel ligero.

## Palmarés internacional
| Campeonato Mundial | Campeonato Mundial       | Campeonato Mundial | Campeonato Mundial      |
| Año                | Lugar                    | Medalla            | Prueba                  |
| ------------------ | ------------------------ | ------------------ | ----------------------- |
| 2014               | Ámsterdam (Países Bajos) | Medalla de oro     | Ocho con timonel ligero |
| 2015               | Aiguebelette (Francia)   | Medalla de oro     | Ocho con timonel ligero |